# کوین کوبمبا
کوین کوبمبا (انگلیسی: Kévin Koubemba؛ زادهٔ ۲۳ مارس ۱۹۹۳) بازیکن فوتبال اهل جمهوری کنگو است.
از باشگاه‌هایی که در آن بازی کرده است می‌توان به باشگاه فوتبال استاد برستوا ۲۹، باشگاه فوتبال صباح، باشگاه فوتبال سنت ترویدنس، باشگاه فوتبال زسکا صوفیه، باشگاه فوتبال سبایل، باشگاه فوتبال لیل، باشگاه فوتبال تئوتا و باشگاه ورزشی آمیان اشاره کرد.
وی همچنین در تیم ملی فوتبال کنگو بازی کرده است.